# Frenderupgård (dokumentarfilm)
Frenderupgård er en dansk dokumentarfilm fra 1981 instrueret af Otto Techlers.

## Handling
Filmen fortæller om udviklings- og behandlingskollektiverne, hvordan de lever og arbejder, de pædagogiske mål, midler og metoder.